# Биглервил (Пенсилванија)
Биглервил (енгл. Biglerville) град је у америчкој савезној држави Пенсилванија.

## Демографија
По попису из 2010. године број становника је 1.200, што је 99 (9,0%) становника више него 2000. године.
| Група             | 2000.       | 2010.       |
| Белци             | 954 (86,6%) | 953 (79,4%) |
| Афроамериканци    | 9 (0,8%)    | 10 (0,8%)   |
| Азијати           | 2 (0,2%)    | 4 (0,3%)    |
| Хиспаноамериканци | 128 (11,6%) | 229 (19,1%) |
| Укупно            | 1.101       | 1.200       |